# Walter J. Levy

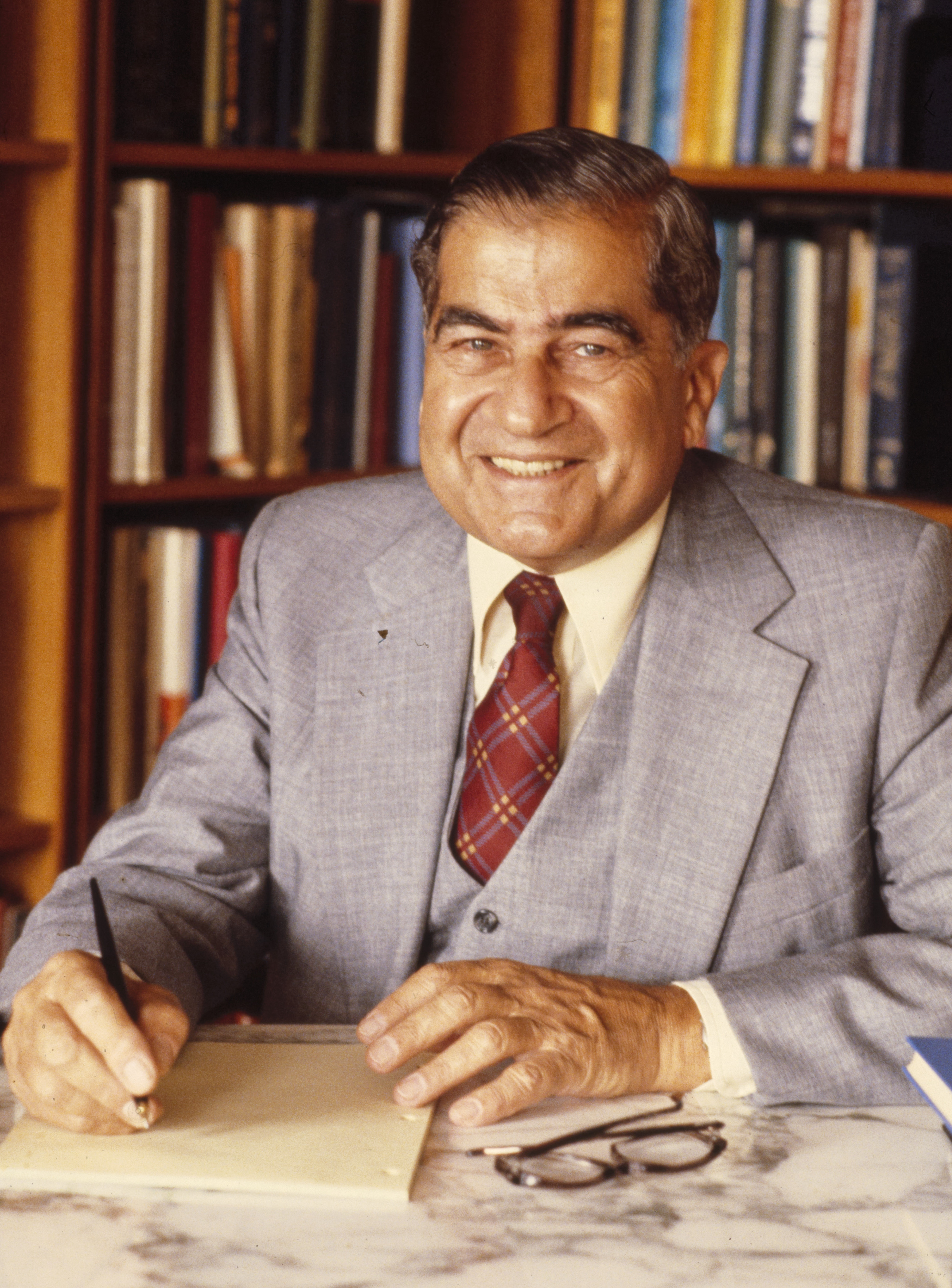
Walter J. Levy (1979)

Walter James Levy (geboren am 21. März 1911 in Altona, gestorben am 10. Dezember 1997 in New York City) war ein deutsch-amerikanischer Jurist und Experte für Ölfragen. Er beriet zahlreiche Unternehmen und Regierungen. Levy galt als einer der wichtigsten Sachkundigen für die Öl-Wirtschaft.

## Familie
Walter kam als Sohn der jüdischen Eheleute Moses Levi (1873–1938) und Betty Lindenberger (1882–1942) zur Welt, er hatte drei Schwestern: zwei ältere und eine jüngere. Sein Vater arbeitete als Anwalt. Seine Schwestern überlebten den Holocaust, seine Mutter wurde im Juli 1942 ins Vernichtungslager Auschwitz deportiert.
Walter J. Levy war ab April 1942 mit Augusta (1918–1981), geborene Sondheimer, verheiratet. Das Paar hatte zwei Kinder, Robert Allen und Susan Clementine.

## Studium
Levi studierte Wirtschaftswissenschaft und Rechtswissenschaft in Freiburg, München, Heidelberg (1929–1930), Berlin (1930–1931) und Kiel (1931–1932). In Kiel wurde er 1933 mit einer strafrechtlichen Arbeit über den Begriff der unechten Unterlassung, ihre Kausalität und ihre Rechtswidrigkeit zum Doktor der Rechte promoviert.

## Exil in Großbritannien
Infolge der Machtergreifung der Nationalsozialisten und der darauf folgenden antisemitischen Gesetze und Maßnahmen ging Levy 1933 nach Großbritannien ins Exil. Er fand Anstellung beim Petroleum Press Bureau, das seit 1934 den Petroleum Press Service herausgab, ein mehrsprachiges Fachblatt. Levy nahm ein Studium der Statistik auf und verfasste ein Buch über Öl im Krieg, das die Aufmerksamkeit britischer Wirtschaftsvertreter weckte, die er anschließend mit Fachinformationen versorgte. Nach Beginn des Zweiten Weltkrieges arbeitete er zunächst für das britische Ministerium für wirtschaftliche Kriegsführung, wurde dann jedoch als Feindlicher Ausländer interniert.

## Öl-Experte in den USA
Levy wanderte 1941 in die Vereinigten Staaten aus und ließ sich in New York City nieder. Dort arbeitete er zunächst als Erdöljournalist für die Zeitschrift Fortune. Ab 1942 war er auf Wunsch von William J. Donovan (1883–1959) in Washington, D.C. Mitarbeiter des Office of Strategic Services. Dort befasste er sich als Abteilungsleiter im Enemy Oil Committee insbesondere mit deutschen Erdölvorkommen, Öl-Versorgungswegen, Raffinerien und Anlagen zur synthetischen Herstellung von Treibstoff (→ Kohleverflüssigung), um Ziele für Luftangriffe zu identifizieren. Das Studium von Berichten über veränderte Frachttarife in öffentlich zugänglichen deutschen Eisenbahn-Journalen half ihm bei der Einkreisung entsprechender Ziele. Im Anschluss war er im amerikanischen Außenministerium für Erdölforschung zuständig, bevor er zur Economic Cooperation Administration wechselte, die die Gelder des Marshallplans verwaltete.
Levy gründete 1949 in New York das Beratungsunternehmen W. J. Levy Consultants Corp. Zu seinen Kunden zählten Unternehmen der Ölindustrie sowie zahlreiche Regierungen, Regierungsvertreter und Behörden, unter anderem in den Vereinigten Staaten, Venezuela und Kanada, Indien, Brunei und Saudi-Arabien. Europäische Regierungen griffen ebenfalls auf seine Expertise zurück, beispielsweise die von Großbritannien und der Bundesrepublik Deutschland. Auch die Vereinten Nationen und die Europäische Wirtschaftsgemeinschaft gehörten zu seinen Auftraggebern. Bei seiner Beratungstätigkeit ging es um die Schlichtung von Konflikten, um die Formulierung nationaler Öl-Politiken oder um Zukunftsfragen des internationalen Ölmarkts.
Mitte der 1980er Jahre ging er in den Ruhestand.

## Werke, Medienauftritte und Rezeption
Seine umfangreichste Monografie veröffentlichte er 1982. Sie behandelt Öl-Strategien und Öl-Politik. Überdies publizierte er eine Vielzahl von Aufsätzen, insbesondere in Foreign Affairs. Er war zudem Gast bekannter Sendungen und Rundfunkanstalten, wie beispielsweise Meet the Press (1973, 1979 und 1980), This Week with David Brinkley (1982) und der BBC (1980).
Das Time Magazin bezeichnete ihn 1977 als bedeutenden internationalen Erdölberater. Die New York Times nannte ihn 1969 den „Doyen der Öl-Berater“ und 1997 in ihrem Nachruf den „Doyen der US-amerikanischen Öl-Ökonomen“. The Times charakterisierte ihn und sein Unternehmen 1967 folgendermaßen: „Die von Levy – einem Mann mit enormer Energie – geleitete Beratungsfirma aus New York ist eine der führenden, wenn nicht sogar die führende, Erdölberatungsfirma der Welt. Er ist in der ganzen Welt unterwegs und hat angeblich unmittelbaren Zugang zu den Ohren der Präsidenten der großen Unternehmen und zu den höchsten Kreisen der Erdölregierungen.“

## Ehrungen
- 1947 wurde er für seine Verdienste im Zweiten Weltkrieg mit der President’s Certificate of Merit ausgezeichnet.[6]
- 1968 wurde ihm die Special Plaque des amerikanischen Außenministeriums überreicht.[6]
- Der Sultan von Brunei würdigte Levys Dienste 1969 mit dem Dato Seri Laila Jasa.[6]
- 1969 erhielt er den Taj-Orden des Iran.[6]
- Der britische Außenminister Alec Douglas-Home verlieh ihm 1973 den Order of St Michael and St George (C.M.G.).[21]
- 1979 ehrte ihn die Bundesrepublik Deutschland mit dem Großen Verdienstkreuz.[2]

## Archivmaterial
Hinterlassenschaften zu Levys Beratertätigkeit sind als Walter J. Levy Papers, 1911–1998 im American Heritage Center der University of Wyoming archiviert.